# Nhà thờ Cam Ly

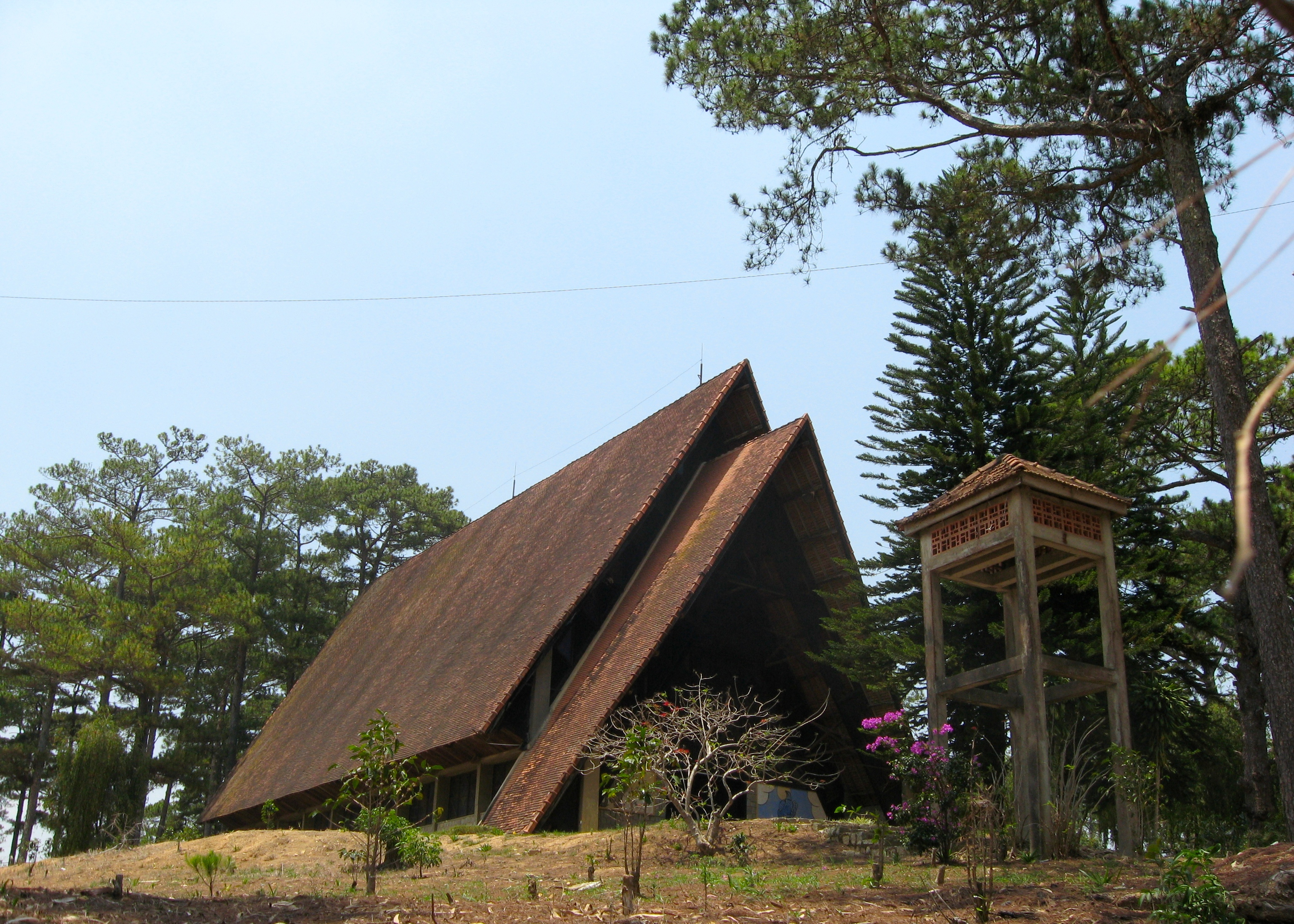
Nhà thờ Cam Ly

Nhà thờ Cam Ly hay Nhà thờ Sơn Cước là một nhà thờ của Giáo hội Công giáo Việt Nam, tọa lạc tại 11 Nguyễn Khuyến, phường Cam Ly – Đà Lạt, Lâm Đồng, Việt Nam. Nhà thờ phục vụ chủ yếu cho người dân tộc thiểu số.
Nhà thờ do linh mục Boutary, người Pháp, đã gắn bó nhiều năm với người dân tộc thiểu số và nhà thầu Đỗ Kiều đứng ra xây dựng. Nhà thờ được xây dựng trong 6 năm từ 1960-1968.

## Kiến trúc
Kiến trúc nhà thờ được nghiên cứu cách điệu từ mái nhà rông cổ truyền của người dân tộc thiểu số Tây Nguyên, và được thể hiện theo tinh thần của trường phái kiến trúc thô mộc. Có sự kết hợp hài hào giữa kiến trúc phương tây và truyền thống của người dân tộc.
Mặt bằng nhà thờ hình chữ nhật đơn giản có diện tích 324m2, trong đó 1/3 diện tích dành cho cung thánh, 2/3 còn lại là nơi dành cho tín đồ.
Từ chính diện phía đầu hồi, mái nhà cao hơn 17m gợi tưởng hình mũi tên vút lên trời cao; phía mặt bên trông xa giống như hình lưỡi búa khổng lồ nằm vắt ngang trời; đó là hình ảnh các vũ khí thô sơ gắn liền với đời sống sinh hoạt của người dân tộc.
Kết cấu chịu lực chính là hệ khung cột bê tông cốt thép, để trần không tô, tường lấp xây đá kiểu dày 40 cm, cao 2m, bên trên là hàng kính màu.
Lối đi lại trong nhà thờ được lát đá chẻ. Cột cao 3m, kích thước mỗi cột 20x 50 cm, được liên kết chặt chẽ với kết cấu đỡ mái là hệ giàn kèo gỗ ghép vượt khẩu độ 12m trông rất ấn tượng. Để lợp mái nhà có độ dốc lớn như vậy, người thiết kế đã cho áp dụng 80.000 viên ngói phẳng mà gờ móc có đục lỗ để luồn dây kẽm buộc chặt vào litô.
Trang trí bên trong nhà thờ thật hiệu quả nhờ cách xử lý không gian ánh sáng huyền ảo bằng các ô cửa sổ kính màu theo hình hoa văn dân tộc gồm các hình tam giác, hình vuông,… Đối với người dân tộc, hình tam giác tượng trưng cho sự ưu việt hơn hẳn của Chúa, hình vuông tượng trưng trái đất được bao quanh bởi các hành tinh: Kim, Hỏa, Mộc và Mặt trời.Trên cung thánh có một bàn thờ dài 3,9m, rộng 0,9m, được làm bằng gỗ thông già lấy từ đỉnh Lang Biang, đã hong khô hơn 15 năm trước khi đưa vào xây dựng nhà thờ. Dưới cây thánh giá, trên tường đá kiểu có gắn ba cái sừng trâu. Đối với người dân tộc, con trâu vừa là bạn trong sản xuất mùa vụ, vừa là vật tế lễ thần linh khi được mùa.
Ở tiền sảnh có hình hai con thú: con cọp tượng trưng cho sức mạnh; con chim phượng hoàng tượng trưng cho sự thông thái. Người dân tộc cảm thấy an toàn khi có con cọp canh gác gần đó và con chim phượng hoàng cảnh báo từ xa. Ngoài ra, những con thú này cũng có tượng trưng cho ý nghĩa tôn giáo: Người nguyên thủy có bản năng hoang dã như con cọp, nhưng khi được hoàn thiện bởi Chúa, sẽ trở nên khôn ngoan như con chim phượng hoàng.